# Ђуро Гавела
Ђуро Гавела (Босански Петровац, 17. август 1907 — Београд, 2. фебруар 1978) био је српски књижевник, есејиста, књижевни историчар, антологичар цинцарског порекла.

## Биографија
Филозофски факултет завршио је у Београду 1932. Школске године 1933/23 је боравио у Француској. Од 1929. био је чиновник Министарства просвете, од 1945. уредник у издавачком предузећу Просвета, Нолита од 1950, а од 1949 управник Доситејева и Вукова музеја у Београду.
Године 1975. покренуо је и уређивао серијске публикације „Ковчежић“ (1958-1973) и „Вуков сабор“ у Тршићу (1970-1973).
Књижевни рад је почео поезијом, сарађујући у већем броју предратних часописа. После је прешао на критичку прозу, објавивши у Књижевности, Књижевним новинама, Савременику и Политици више чланака и есеја.
Сахрањен је у Алеји заслужних грађана на Новом гробљу у Београду.